# Benjamin Abbot
Benjamin Abbot (17. září 1762 – 25. října 1849) byl americký učitel. Je známý především pro své padesátileté ředitelství v letech 1788–1838 na Phillipsově akademii v Exeteru. Narodil se v Andoveru v Massachusettsu do rodiny  starousedlíků. Od roku 1782 studoval na Phillipsově akademii v Andoveru a pak pokračoval ve studiu na Harvardově univerzitě, kde ukončil studium v roce 1788. V roce 1791 se poprvé oženil, když si vzal Hannah Tracy Emeryovou, a v roce 1798 se oženil podruhé, když si vzal Mary Perkinsovou. V roce 1811 získal titul LLD na Dartmouthské koleji. Jako učitel se věnoval zejména latině, starořečtině a matematice. Mezi jeho žáky patřili Lewis Cass,  Daniel Webster, Edward Everett, Jared Sparks a Francis Bowen.